# 쌍둥이자리 세타
쌍둥이자리 세타는 분광형 A3의 항성계로, 쌍둥이자리에서 네 번째로 밝은 별이다.
쌍둥이자리 세타는 쌍성으로, 두 별은 밤하늘에서 2.9초각만큼 떨어져 있다. 둘의 밝기는 각각 3.60등급과 5.18등급이다. 세타 항성계는 지구로부터 대략 200광년 떨어진 곳에 자리잡고 있다.

## 참고 문헌
- “HD 50019 -- Star in Double System”. SIMBAD Astronomical Database. 2009년 6월 15일에 확인함.